# Абрамиты
Абрами́ты — религиозное течение.
Абрамиты или чешские деисты — религиозное течение, образовавшееся в Чехии (Богемии) по обнародовании Иосифом II эдикта о веротерпимости.
Абрамиты опирались на учение гуситов, однако, не примкнули ни к одной из существующих протестантских конфессий, ни к иудеям, а объявили себя приверженцами религии древних евреев времён Авраама до установления обряда обрезания; поэтому и были прозваны абрамитами.
Они отвергли и обрезание, и крещение, не верили в Святую Троицу и в воплощение Сына Божия. Из Ветхого Завета они позаимствовали лишь Десять заповедей, из Нового Завета — молитву «Отче наш» и сохранили веру в единого Бога и в бессмертие души.
Сначала их старались путём увещаний вернуть в лоно Католической церкви, но так как они не соглашались примкнуть ни к одной из признанных религиозных общин, то император Иосиф II в 1783 году велел их расселить небольшими группами в пограничные комитаты Венгрии, Семиградии и Славонии. Этим и был положен скорый конец дальнейшему распространению абрамитов.